# Hymenoscyphus albidus
Hymenoscyphus albidus (лат.) — сапрофитный вид грибов рода Hymenoscyphus, входящего в порядок Гелоциевые (Helotiales). Растёт на опавших мёртвых листьях ясеня.
Вид гриба известен в Европе с 1851 года и рассматривается как непатогенный. Отличен от сходного патогенного вида Hymenoscyphus fraxineus. Хотя морфологически эти два вида практически идентичны, между ними существует значительные генетические различия.

## Описание
Hymenoscyphus albidus представляет собой грибок, разлагающий листву. Обитает на черешках опавших листьев ясеней и распространён во влажных ясеневых лесах. Плодоносящие тела — белые размером от 2 до 7 мм. Вид впервые был описан в 1851 году как Peziza albida.
С 2008 по 2010 год считалось, что Hymenoscyphus albidus является основной половой стадией (телеоморф) анаморфной Chalara fraxinea, известной как возбудитель грибкового заболевания суховершинность у ясеня. В 2010 году была обнаружен основная форма C. fraxinea, названная Hymenoscyphus fraxineus. За исключением размера спор, этот гриб морфологически напоминает Hymenoscyphus albidus и может быть отличён от неё только методами молекулярно-генетического анализа.